# Faenza–Ravenna-vasútvonal
A Faenza–Ravenna-vasútvonal (olaszul: Ferrovia Faenza–Ravenna) egy vasúti mellékvonal Észak-Olaszországban Emilia-Romagna  régióban Faenza és Ravenna között. A vasútvonal 1435 mm nyomtávolságú, részben kétvágányú, 33 km hosszúságú, 3000 V egyenárammal villamosított. Üzemeltetője a Trenitalia Tper.

## Története
A vasútvonal 1921. augusztus 28-án nyílt meg.